# Pintor de Darío

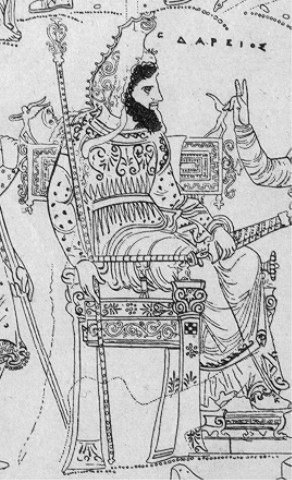
Dibujo con la representación de Darío el Grande y la inscripción (ΔΑΡΕΙΟΣ, arriba a la derecha) en el vaso epónimo llamado Crátera de Darío o Vaso de los persas, Nápoles, Museo Arqueológico Nacional de Nápoles H3253.

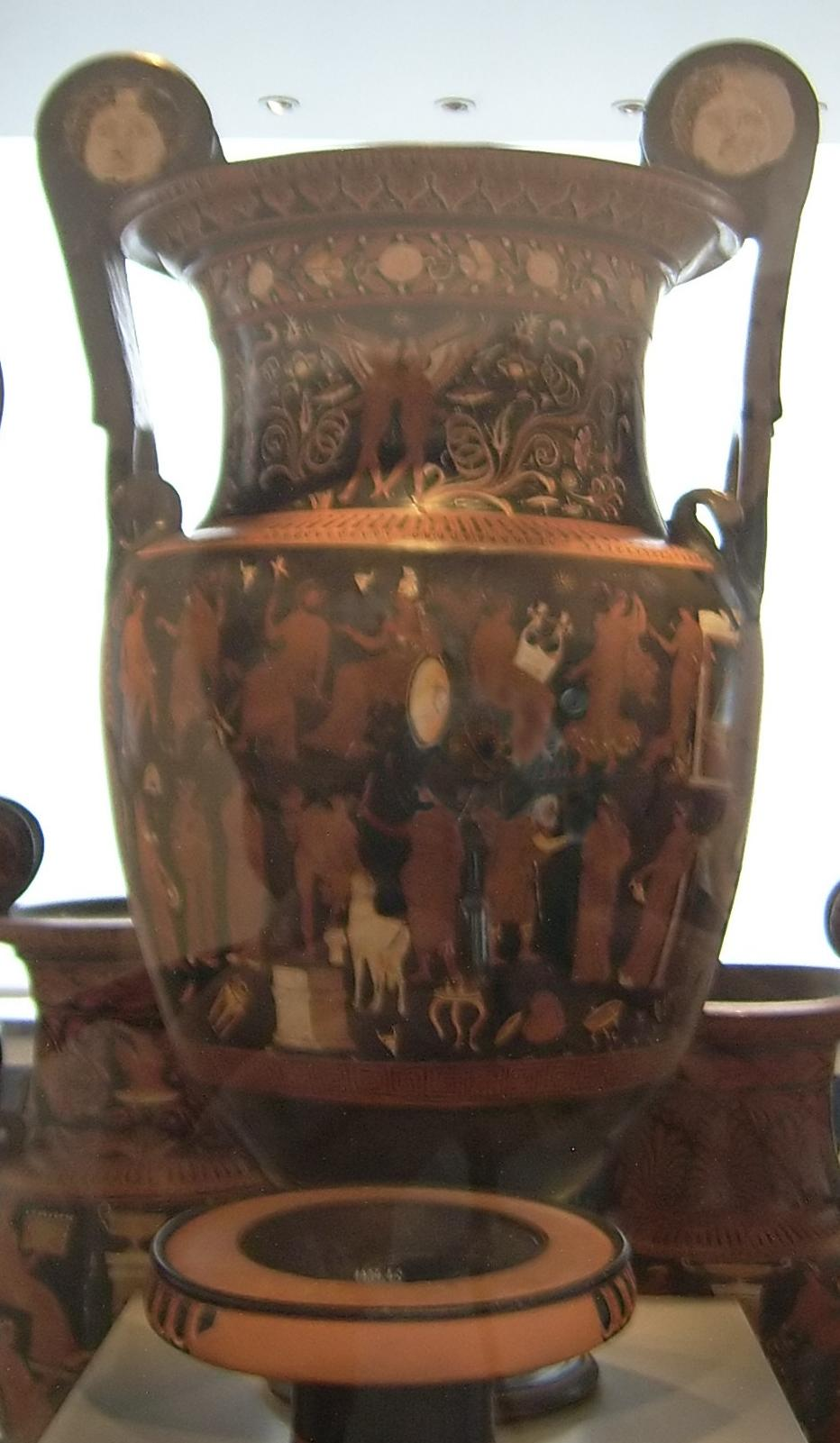
Crátera de Frixo (Antikensammlung Berlin).

El Pintor de Darío  fue un ceramógrafo pullés, el más eminente representante del final del estilo ornato de la cerámica de figuras rojas italo meridional. Debe su nombre a la crátera de volutas Naples H3253 encontrada en la necrópolis de Canosa di Puglia en 1851, crátera sobre le cual está representado el rey aqueménida Darío I, exhibida en el Museo Arqueológico Nacional de Nápoles (H3253). Sus obras fueron producidas entre 340 y 320 a. C.

## Periodo de actividad
Su periodo de actividad, situado según A. D. Trendall entre 340 y 320 a. C., es particularmente interesante porque es contemporánea de las conquistas en Asia de Alejandro Magno. Muchas exégetas antiguos y contemporáneos piensan que fue uno de los primeros artistas en ilustrar a Alejandro persiguiendo a Darío. El Pintor de Darío se sitúa en la línea del Pintor de Varrese, del Pintor de las sítulas de Dublín y el Pintor de Licurgo.

## Temática
Muchas de sus obras, mayoritariamente cráteras, ánforas y lutróforos son de grandes dimensiones. Representa con frecuencia escenas de teatro, especialmente de las tragedias clásicas de Eurípides, y los temas mitológicos, y temas de mitología. Una serie de motivos mitológicos que no están representados en textos literarios son conocidos exclusivamente por sus vasos (como el mito de Medea en Eleusis o el mito de Leucón).
El interés de este artista por los temas orientales como la Guerra de Troya, la gesta de Jasón, las victorias militares de los griegos sobre los persas, suscita cuestiones, sobre todo por ser un habitante del sur de Italia, un italiota.
Si los vasos que decoró fueron para una clientela local indígena, no se entiende debido a que ilustraba numerosas personificaciones de la Grecia victoriosa, Hellas cuando estos mismos indígenas estaban en conflicto con los griegos de Magna Grecia.
En otra tipología de vasos, especialmente pélices, pintó escenas de boda, eróticas, de mujeres, y motivos dionisíacos. A diferencia de otros pintores contemporáneos apenas pintó escenas sepulcrales (naiskos): allí  donde se reproducen tales motivos, es casi siempre en la parte posterior del vaso. Algunas de sus pinturas, como el de la propia Crátera de Darío, muestran temas históricos.

## Características
Como la mayoría de ceramógrafos de finales del siglo IV a. C utilizaba la técnica de figuras rojas.
Se sirvió de reflejos blancos, amarillos ocre, rojos vino, marrones. Su arte se caracterizaba por las decoraciones de una gran riqueza, composiciones sutilmente organizadas.

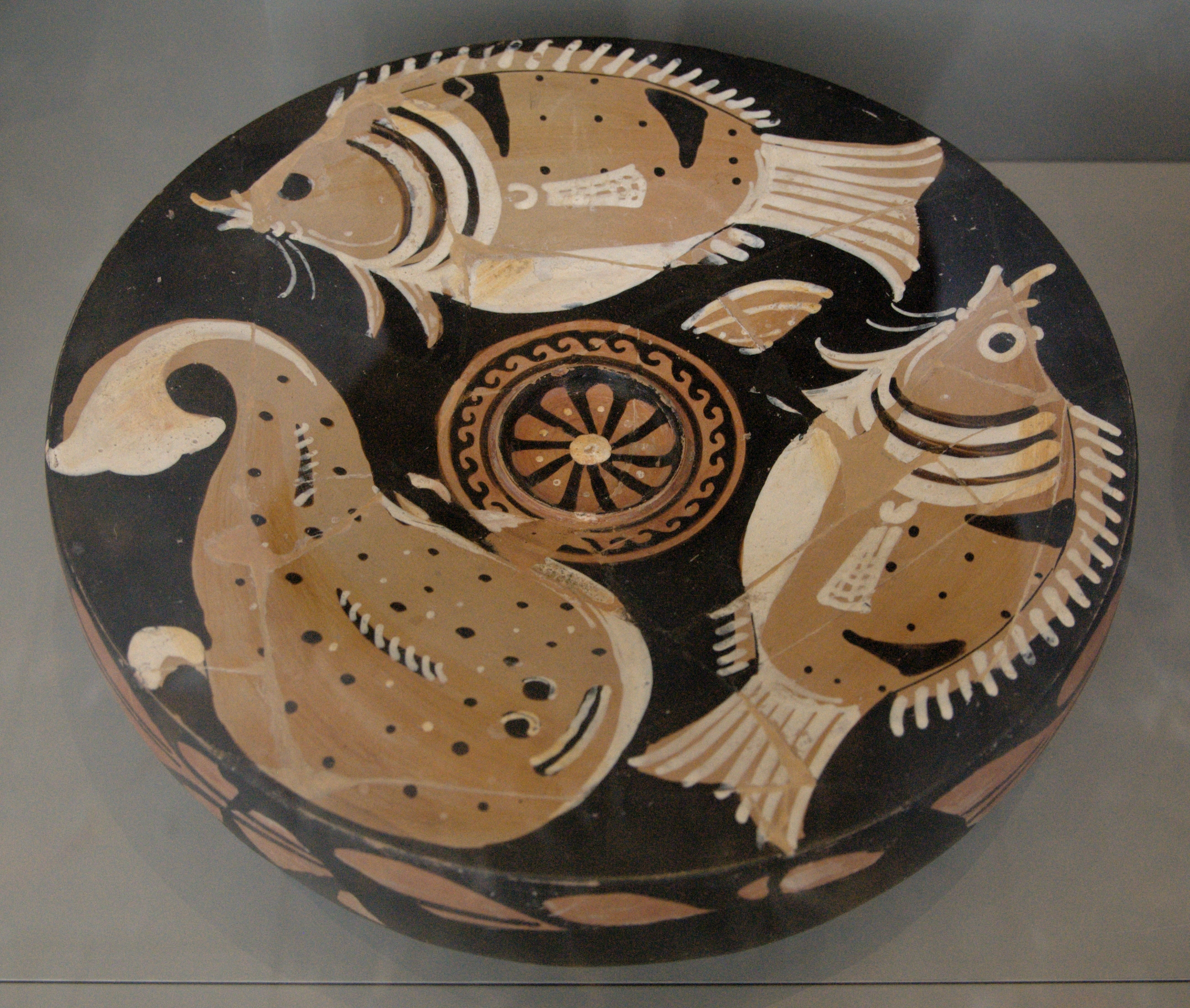
Plato de pescado del taller del Pintor de Darío (Antikensammlung Berlin).

Se puede reconocer su mano por la armonía de las proporciones del cuerpo, el dramatismo y la expresividad de los rostros. Los perfiles y los tres cuartos son otros elementos que permiten distinguir su pintura de la de sus predecesores y sus sucesores.
No sabemos el alcance exacto de su producción: en primer lugar porque todas las tumbas que contienen sus vasos no se han encontrado y, en segundo, porque pocos comentaristas están lo suficientemente cualificados para reconocer su estilo.
El Pintor de Darío fue confundido inicialmente con el Pintor del Inframundo, pero Margott Schmidt fue capaz de distinguir en  su estudio de 1960 en Der Dareiosmaler und Umkreis que era una personalidad artística por derecho propio. 
Se encuentran algunos motivos decorativos utilizados por el Pintor de Darío, como volutas y palmetas en Alejandría, en Egipto, y en Vergina y Pela, ciudades de Macedonia.
Una de las características más llamativas de su trabajo es el uso frecuente de las inscripciones. No se limitaba a la práctica habitual de nombrar a figuras individuales, sino también la utilizaba temáticamente (como persai - persas). Hasta cierto punto, estas inscripciones se pueden considerar como «títulos». Tendía a utilizar todo el espacio disponible en el vaso para las representaciones figurativas, a menudo dispuestas en dos o tres registros. A veces, las zonas individuales están estructuradas por frisos ornamentales opulentos. El pintor Darío es considerado el primer pintor que explotó al máximo las posibilidades del gran formato en la pintura de vasos. Su estilo de dibujo tiene fama de ser especialmente bueno, especialmente en materia de caras, que a menudo representaba en un perfil de tres cuartos. 
Muchos estudiosos modernos creen ver en su taller la marca de la influencia macedonia; otros, por el contrario, piensan que sus obras son anteriores a las de Macedonia. De cualquier manera, es la demostración de que los diseños y esquemas compositivos viajaban a través del Mediterráneo. Trabajó en un gran taller-factoría, probablemente en Tarento. Es posible que fuera el dueño o el capataz del taller. Muchas vasos pintados están muy próximos a su estilo, aunque no sean de su propia mano, se atribuyen a su taller. Fue el último ceramógrafo importante de Apulia; la pintura apulia de vasos disminuyó rápidamente en calidad en el siglo III a. C. Estilísticamente es seguidor del Pintor de Varrese y su grupo (e.g. el Pintor de Copenhague 4223), pero superó sus logros. Contemporáneos suyos que no solo produjeran mercancías de masas son el Pintor de Perrone y el Pintor de Frixo. Su más importante sucesor en el estilo fue el Pintor del Inframundo. Arthur Dale Trendall, una autoridad clave en la pintura de vasos del sur de Italia, describió al Pintor de Darío como el ceramógrafo más importante de escenas mitológicas del sur de Italia.